# Paraje Entre Ríos
Paraje Entre Ríos (conocida simplemente como El Paraje) es un paraje y zona rural argentina ubicada en el Departamento Cushamen, provincia del Chubut. Se encuentra a 3 km del límite con la provincia del Río Negro, al norte de Lago Puelo y al sur de El Bolsón, sobre la Ruta Provincial 16, siendo la tercera localidad más boreal del Chubut, después de Arroyo Verde y Puerto Lobos, ubicados los tres casi en la misma latitud. Pertenece a la municipalidad de Lago Puelo, pero por su distancia tiene tratamiento de localidad.
La zona, al pertenecer a la Comarca andina del Paralelo 42, es un lugar turístico que posee campings, hosterías y hoteles y donde existen chacras donde se cultivan verduras y frutas finas y se producen mermeladas. Recibe el nombre de "Entre Ríos" ya que se encuentra entre los ríos Azul y el Quemquemtreu.
En este paraje se encuentra el Instituto Superior de Formación Docente Artística N°814 y una escuela provincial. También, posee: electricidad, agua potable y gas.
La presencia humana en este sector del bosque causa, de forma usual, incendios forestales que rodean a la localidad.

## Geografía
Entre Ríos se encuentra ubicado en las coordenadas 42°00′34″S 71°34′12″O / -42.00944, -71.57000, a 250 m s. n. m. Su clima es frío y húmedo, correspondiente con la Patagonia andina.

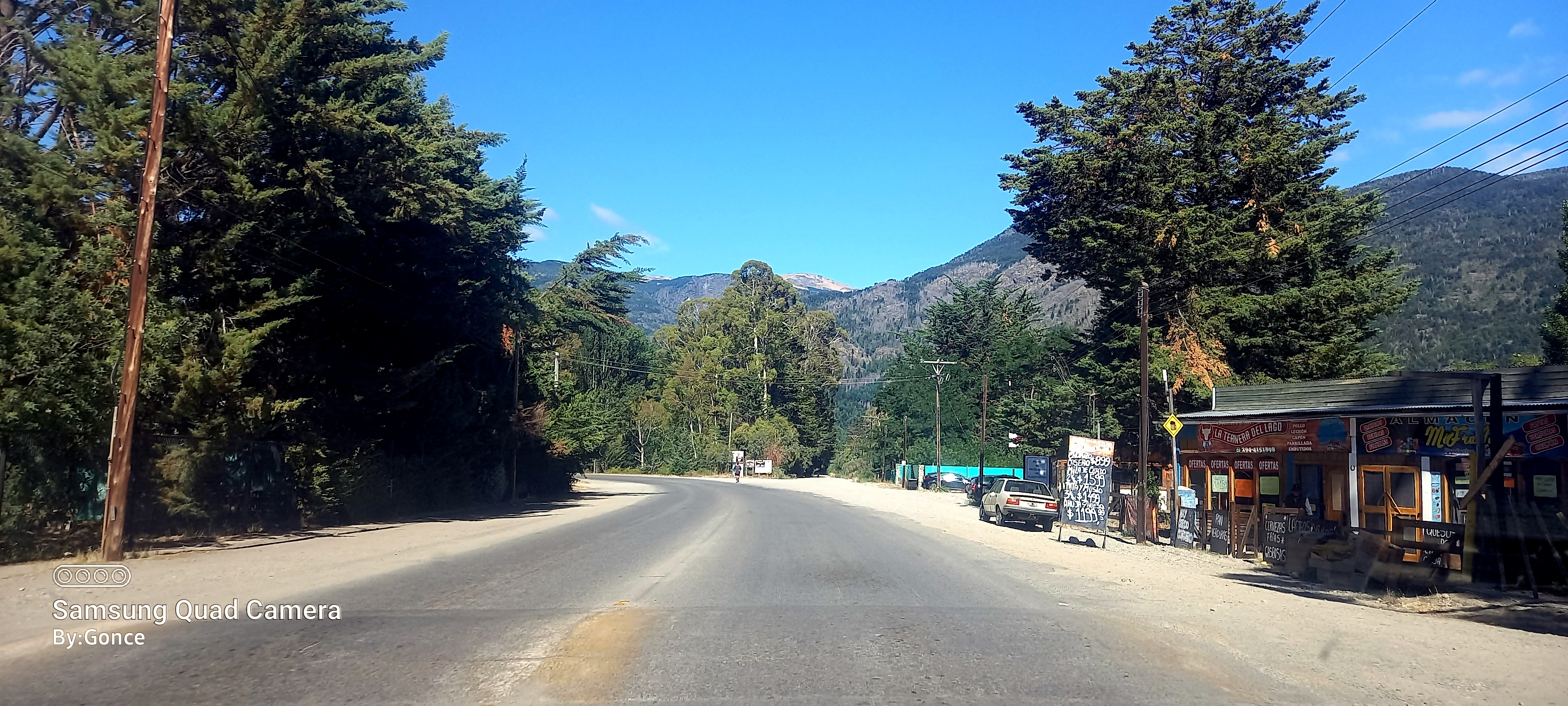
La localiad rodea a la ruta que atraviesa con diferentes locales comerciales.